# Ефремов, Иван Семёнович
Ива́н Семёнович Ефре́мов (13 [25] июня 1898, Ливны, — 11 июня 1959, Ленинград) — советский актёр, режиссёр. Заслуженный деятель искусств РСФСР (1943).

## Биография
Иван Ефремов родился в городе Ливны Орловской губернии. В 1915—1918 годах учился в Ливенском реальном училище, где играл в ученическом театре. После революции работал в ливенском отделе народного образования. Окончил Московское училище живописи, ваяния и зодчества и драматическую студию в Москве, ученик Осипа Правдина. С 1918 года в РККА, играл в армейском театре. Позднее был актёром в Харькове. В 1927 вместе с театром переехал на Дальний Восток.
С 1931 года актёр и режиссёр, затем художественный руководитель Свердловского драматического театра и театров в Перми, Ростове, Владивостоке.
В 1950-1952 годах главный режиссёр ленинградского Большого драматического театра им. Горького; выступал на сцене театра и как актёр.
С 1952 года на ответственных должностях в Управлении по делам искусств.
С 1953 заместитель начальника Управления культуры Ленсовета.

## Театральные работы

### Режиссёрские
Большой драматический театр
- 1951 — «Снегурочка» А. Н. Островского
- 1951 — «Любовь Яровая» К. Тренёва
- 1952 — «У нас уже утро» A. Чаковского, И. Рубинштейн
- 1952 — «Рюи Блаз» В. Гюго

### Актёрские
Большой драматический театр
- 1950 — «Разлом» Б. Лавренёва; режиссёры А. В. Соколов и И. С. Зонне — Милицын, контр-адмирал
- 1950 — «Враги» А. М. Горького; режиссёр Н. С. Рашевская — Печенегов
- 1955 — «Смерть Пазухина» М. Е. Салтыкова-Щедрина; режиссёр Г. Г. Никулин — Лобастов